# Our Country: Americana Act II
Our Country: Americana Act II je album anglického rockového hudebníka Raye Daviese. Bylo vydáno pod Legacy Recordings v červnu 2018. Navazuje na Daviesovo album Americana z roku 2017 a je složeno z materiálu nahraného právě během nahrávání alba Americana, na kterém se taktéž podílela americká country rocková kapela The Jayhawks. Stejně jako předchozí album, i Americana Act II zpracovává témata týkající se Daviesových zkušeností s americkou kulturou a s životem a koncertováním ve Spojených státech.

## Seznam skladeb
Autorem všech skladeb je Ray Davies.
| Pořadí | Název                | Délka |
| ------ | -------------------- | ----- |
| 1.     | Our Country          | 3:15  |
| 2.     | The Invaders         | 2:29  |
| 3.     | Back in the Day      | 2:41  |
| 4.     | Oklahoma U.S.A       | 4:11  |
| 5.     | Bringing Up Baby     | 3:10  |
| 6.     | The Getaway          | 5:24  |
| 7.     | The Take             | 4:59  |
| 8.     | We Will Get There    | 3:47  |
| 9.     | The Real World       | 3:40  |
| 10.    | A Street Called Hope | 3:22  |
| 11.    | The Empty Room       | 3:20  |
| 12.    | Calling Home         | 2:36  |
| 13.    | Louisiana Sky        | 2:19  |
| 14.    | March of the Zombies | 2:59  |
| 15.    | March of the Zombies | 3:34  |
| 16.    | Tony And Bob         | 1:10  |
| 17.    | The Big Guy          | 3:33  |
| 18.    | Epilogue             | 1:16  |
| 19.    | Muswell Kills        | 3:21  |

## Obsazení
Hudební
- Ray Davies – hlavní vokály, kytary, klavír, doprovodné vokály, perkuse, harmonika, mluvené slovo, upuštěné pivní sklenice a rozbité čajové šálky
- Bill Shanley – akustické kytary, elektrické kytary, doprovodné vokály
- Gary Louris – akustické kytary, elektrické kytary, doprovodné vokály
- Marc Perlman – baskytara, doprovodné vokály
- Tim O'Reagan – bicí, doprovodné vokály, perkuse
- Karen Grotberg – klavír, klávesy, hlavní vokály, doprovodné vokály
- John Jackson – mandolína, housle, akustické kytary, elektrické kytary, 12strunná kytara, doprovodné vokály, perkuse

Technické
- Ray Davies – producent, aranžér
- Guy Massey – koproducent, nahrávání a mixování
- John Jackson – koproducent
- Josh Green – nahrávání a mixování
- Bob Ludwig – mastering